# 蒙庆府
蒙庆府，元朝时设置的府。
泰定四年（1327年）置蒙慶宣慰司都元帥府，属八百等处宣慰司。至正二年（1342年）废。洪武十五年三月為府，治所在今泰国清莱府北昌盛。